# Rejencja Tybinga
Rejencja Tybinga (niem. Regierungsbezirk Tübingen) – jedna z czterech rejencji niemieckiego kraju związkowego Badenia-Wirtembergia. Główny urząd rejencji, prezydium (Regierungspräsidium) ma siedzibę w Tybindze. Prezydium rejencji podlega Ministerstwu Spraw Wewnętrznych (Innenministerium) Badenii-Wirtembergii.

## Geografia
Rejencja Tybinga leży w południowo-wschodniej części Badenii-Wirtembergii. Od południa graniczy z Jeziorem Bodeńskim, od zachodu z rejencją Fryburg i rejencją Karlsruhe, od północy z rejencją Stuttgart i od wschodu z Bawarią. Obecne granice otrzymała po reformie administracyjno-terytorialnej 1 stycznia 1973.

## Historia
Rejencja istnieje od powstania Badenii-Wirtembergii w 1952. Obejmowała wówczas dawny kraj związkowy Wirtembergia-Hohenzollern. Do 31 grudnia 1972 nosiła nazwę Südwürttemberg-Hohenzollern (pol. Południowa Wirtembergia-Hohenzollern), zmieniono ją wskutek reformy, gdyż zachodzie przyłączono część dawnego obszaru Badenii, oddając część dawnych terenów wirtemberskich rejencji Fryburg.

## Podział administracyjny
Rejencja Tybinga dzieli się na:
- trzy regiony (Region)
- jedno miasto na prawach powiatu (Stadtkreis)
- osiem powiatów ziemskich (Landkreis)

Regiony:
| Lp. | Nazwa regionu         | Ludność (31 grudnia 2022) | Powierzchnia km² | Liczba miast na prawach powiatu | Liczba powiatów |
| --- | --------------------- | ------------------------- | ---------------- | ------------------------------- | --------------- |
| 1   | Bodensee-Oberschwaben | 647.668                   | 3.501,01         | 0                               | 3               |
| 2   | Donau-Iller           | 537.913                   | 2.886,74         | 1                               | 2               |
| 3   | Neckar-Alb            | 717.734                   | 2.529,66         | 0                               | 3               |

Region Donau-Iller to region który należy do dwóch krajów związkowych: Badenii-Wirtembergii i Bawarii. Zamieszkuje go łącznie 1.016.820 osób na powierzchni 5 464,67 km². W skład regionu wchodzą łącznie dwa miasta na prawach powiatu i pięć powiatów ziemskich.
Miasta na prawach powiatu:
| Lp. | Nazwa miasta | Ludność (31 grudnia 2022) | Powierzchnia km² |
| --- | ------------ | ------------------------- | ---------------- |
| 1   | Ulm          | 128.928                   | 118,68           |

Powiaty ziemskie:
| Lp. | Nazwa powiatu                | Ludność (31 grudnia 2022) | Powierzchnia km² | Liczba gmin |
| --- | ---------------------------- | ------------------------- | ---------------- | ----------- |
| 1   | Alb-Donau                    | 202.476                   | 1.358,54         | 55          |
| 2   | Biberach                     | 206.513                   | 1,409,49         | 45          |
| 3   | Jezioro Bodeńskie (Bodensee) | 222.712                   | 664,74           | 23          |
| 4   | Ravensburg                   | 290.911                   | 1.632,08         | 39          |
| 5   | Reutlingen                   | 291.696                   | 1.092,46         | 26          |
| 6   | Sigmaringen                  | 134.045                   | 1.204,22         | 25          |
| 7   | Tybinga (Tübingen)           | 232.803                   | 519,11           | 15          |
| 8   | Zollernalb                   | 193.235                   | 917,57           | 25          |

## Prezydenci Rejencji Tybinga
- 1973–1975 – Hansjörg Mauser
- 1975-1997 – Max Gögler
- od 1997 - Hubert Wicker